# Saint-Crépin-aux-Bois
Saint-Crépin-aux-Bois är en kommun i departementet Oise i regionen Hauts-de-France i norra Frankrike. Kommunen ligger i kantonen Attichy som tillhör arrondissementet Compiègne. År 2022 hade Saint-Crépin-aux-Bois 175 invånare.

## Befolkningsutveckling
Antalet invånare i kommunen Saint-Crépin-aux-Bois
| Referens: INSEE |